# Newsteadia myersi
Newsteadia myersi är en insektsart som beskrevs av Green 1929. Newsteadia myersi ingår i släktet Newsteadia och familjen vaxsköldlöss. Inga underarter finns listade i Catalogue of Life.